# Yerkesik, Muğla
Yerkesik là một thị trấn thuộc thành phố Muğla, tỉnh Muğla, Thổ Nhĩ Kỳ. Dân số thời điểm năm 2011 là 2.303 người.